# کومورو
کومورو (به مجاری:  Komoró) یک منطقهٔ مسکونی در مجارستان است که در ناحیه زاهونی واقع شده‌است. کومورو ۱۱٫۶۹ کیلومتر مربع مساحت و ۱٬۲۵۳ نفر جمعیت دارد.